# Garnet Joseph Wolseley
Garnet Wolseley, 1st Viscount Wolseley KP GCB OM GCMG VD PC, britanski feldmaršal, * 4. junij 1833, † 25. marec 1913.
Wolseley se je odlikoval v številni vojnah, v katerih je sodeloval (od Evrope, Azije do Afrike).
Bil pa je tudi:
- guverner Zlate obale (1873-74),
- vrhovni poveljnik, Irska (1890-95) in
- vrhovni poveljnik Britanske kopenske vojske (1895-1900).